# Асамблея народів Республіки Башкортостан
Асамблея народів Республіки Башкортостан (рос. Ассамблея народов Республики Башкортостан) — громадська організація, створена з метою збереження та зміцнення міжнаціональної згоди та духовної єдності народів Республіки Башкортостан, вирішення питань національної політики та зміцнення державності.
Громадська організація була заснована у червня 2000 року виконавчими комітетами Всесвітнього курултаю (конгресу) башкирів, Канашу (з'їзду) чувашів Башкортостану, Собору росіян Башкортостану, Конгресу татар Башкортостану та іншими національно-культурними центрами.
Голови Асамблеї:
- 2000—2009 — Ніяз Мажитов
- 2009—20?? — Ахат Мустафін
- З 20?? — Зугура Рахматулліна

Знаходиться у місті Уфа і є відділенням Асамблеї народів Росії. Погоджувальні органи — президія та рада, члени якої є керівниками національно-культурних центрів та громадських організацій; робочий орган — Дім дружби народів Республіки Башкортостан. У районах та містах Башкортостану діють ради Асамблеї.
Основні напрямки діяльності Асамблеї:
- допомога у реалізації національної та соціально-економічної політики Башкортостану, зміцненні правового положення Башкортостану у складі Росії, збереженню культурно-історичної спадщини, духовного розвитку народів Башкортостану, захисту прав особистості та етнічних груп на задоволення національно-культурних потреб, відродження і розвитку народних промислів;
- участь у попередженні та вирішенні конфліктних ситуацій, проведення наукових досліджень та експертиз у сфері міжнаціональних відносин;
- встановлення міжнародних зв'язків, у тому числі з башкирами, що проживають за межами Башкортостану;
- розробка проєктів програм, заходів з встановлення культурного співробітництва народів Башкортостану;
- зміцнення статусу державних мов Башкортостану, проведення заходів зі збереження рідних мов народів, що проживають у республіці

2000 року проведені Республіканська науково-практична конференція з проблем національного розвитку та міжнаціонального співробітництва народів та 1-й з'їзд Асамблеї народів. 2001 року Асамблея брала участь у Міжнародному семінарі Ради Європи «Європейська хартія регіональних мов або мов меншин», а також у роботі 2-го, 3-го та 4-го з'їздів Асамблеї народів Росії та у заходах, що проводились у Приволзькому федеральному окрузі з питань національно-культурного будівництва. 2009 року був організований 2-й з'їзд Асамблеї, у рамках якого пройшла Республіканська науково-практична конференція з теми «Діалог культур народів Башкортостану: політико-правові, історичні та соціально-культурні аспекти», де були розглянуті основні етапи та механізми становлення та розвитку культур народів Башкортостану, актуалізовані питання культурного, політичного та соціального розвитку етнічних і діаспорних груп регіону, а також організовані виставка народно-прикладного мистецтва, домашнього побуту та кухні, концертні номери, що відображали своєрідність культур народів, що проживають у Башкортостані.